# Emil Beurmann
Emil Beurmann (* 14. März 1862 in Basel; † 5. Februar 1951 ebenda) war ein Schweizer Schriftsteller, Dichter, Zeichner und Maler. Er galt als Frauenliebling und Künstleroriginal.

## Leben

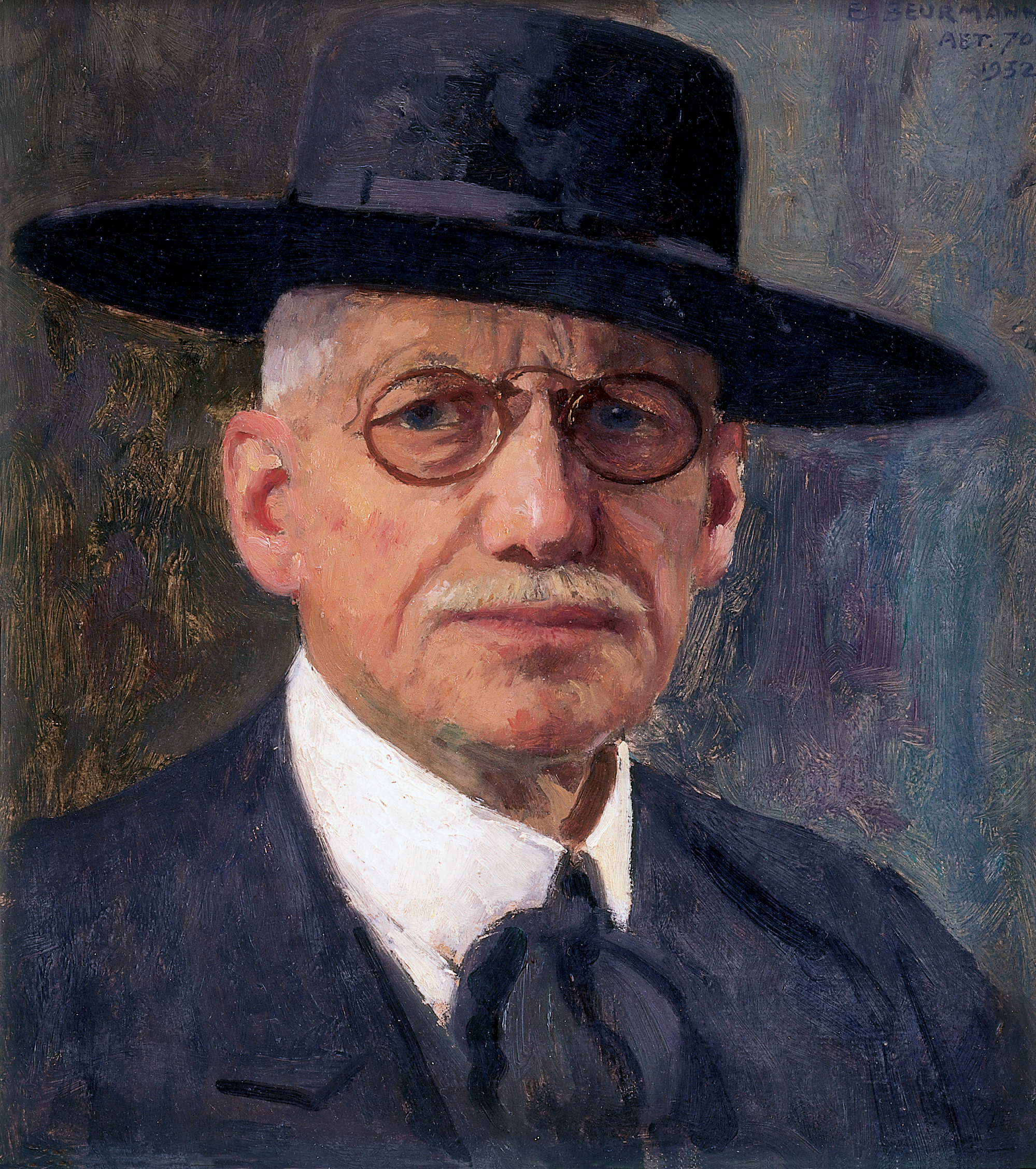
Emil Beurmann: Selbstporträt, 1932

Von Emil Beurmann gestaltetes Plakat für die Basler Vereinigungsfeier 1892

Emil Beurmann war der Sohn eines Tapezierers und wuchs in Basel auf. Von frühester Jugend an malte, schrieb und dichtete er. Bei Malstunden, die er bei Hans Sandreuter nahm, lernte er Lisa Ruutz kennen, die spätere Dichterin Lisa Wenger und diskutierte lieber mit ihr, als sich dem Zeichnen zu widmen. 1881 reiste Beurmann ins Künstlermekka Paris, leistete sich im Quartier Latin eine Kammer und fand sehr rasch Anschluss an Künstler wie Albert Anker, Lovis Corinth, Cuno Amiet und Giovanni Giacometti. 1894 gelangte Monsieur Emilie nach Kairo und verbrachte mit seinen beiden Modellen Nebiha und Chadiga ein angenehmes Leben. Als der Schweizer «Belami» nach einem Jahr Ägypten wieder heimwärts in die Schweiz fuhr, begleiteten ihn nicht nur Chadiga und deren Freundin, die Bauchtänzerin Amina, sondern auch ein ganzer orientalischer Trupp von Feuerspeiern, Trommlern, Zauberern und Schlangenbeschwörern, die Beurmann als Impresario im «Palais des Fées» an der zweiten Schweizer Landesausstellung von 1896 in Genf auftreten liess. 1905 war er mit Albert Burckhart ein Gründungsmitglied der Schweizer Vereinigung für Heimatschutz.
In Basel veröffentlichte Emil Beurmann darauf Reiseberichte in Zeitungen und Buchform und entwickelte sich bald zum Malerpoeten, der schliesslich am Ende seines Lebens auf Hunderte von amüsant-kritischen Feuilletons zurückblicken konnte, u. a. schrieb er für den Nebelspalter und ein gutes Dutzend witzige Bücher und unzählige Gemälde.
1897 zog es den Bohémien nach Spanien, wo er viele Frauenbekanntschaften hatte, während zuhause im Atelier mehr oder weniger kulturfreudige Damen aus besserer Gesellschaft auf den Vielgeliebten warteten. Nach seiner Rückkehr fertigte «Beuz», wie er sich in seinen Büchern nannte, zahlreiche Bilder in Paris, in Frankfurt und in München an. Mit 52 Jahren packte ihn unversehens die grosse Liebe in der Person seines Modelles, der 27-jährigen Mariely Brunner, einer Tochter aus wohlsituiertem Bürgerhaus. Gegen den Widerstand der Schwiegermutter heiratete er im August 1914 sein «Beuzli» und zusammen führten sie dann eine muntere Künstlerehe. Da beide Mitglieder der Stadttheaterkommission Basel waren, erlebten sie all die grossen Gastspiele zwischen 1914 und 1940 und luden berühmte Leute wie Richard Strauss, Max Reinhardt, Richard Tauber und Hans Albers zu sich nach Hause ein. Obwohl sich «Beuz» und «Beuzli» herzlich zugetan waren, warf Emil Beurmann zuweilen auch ein Auge «auf die kleinen Mädels im Trikot», während seine Frau intensiv mit einem Basler Staranwalt korrespondierte, welcher ihr per Schreibmaschine mit violettem Farbband seitenlange Liebesbriefe verehrte.

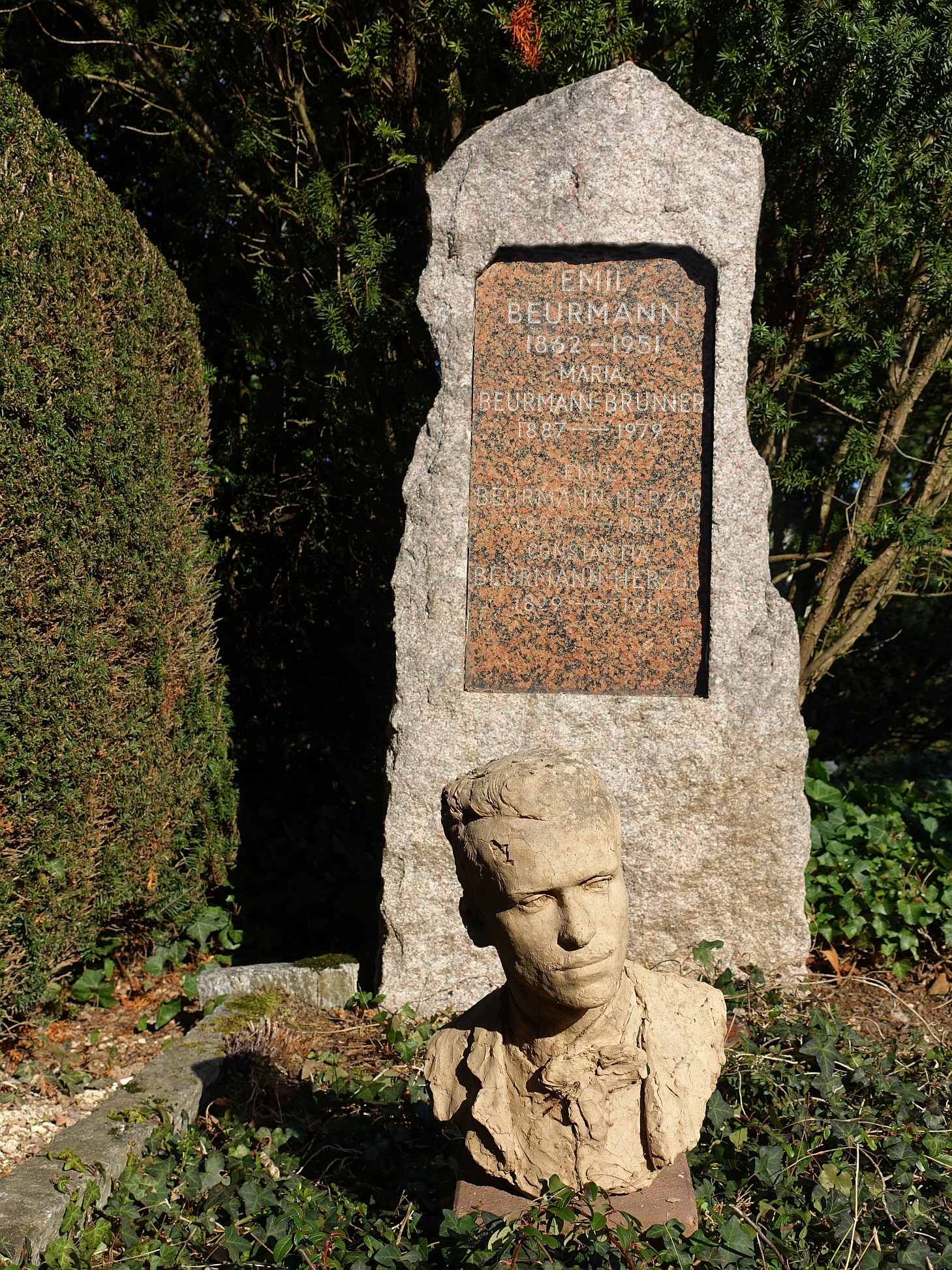
Grab auf dem Friedhof Wolfgottesacker in Basel

Im Alter von 89 Jahren starb Emil Beurmann. Seine Grabstätte befindet sich auf dem Wolfgottesacker in Basel.

## Werke
- Jugendthorheit – Gedichte zweier Freunde (1890)
- Kumbuk der Elephant, seine Erlebnisse und sein Einzug in das Neue Elephantenhaus im Zoologischen Garten in Basel – in Verse gelegt, mit Bildern versehen und allen kleinen Freunden des Gartens gewidmet (1892)
- Matterhornbahn, Tellsplatte. Gedichte (1897)[4]
- Malerfahrten im Orient und in Spanien (1899)
- En passant – Skizzen und Plaudereien (1902)
- Chadigas Europareise und andere Skizzen (1906)
- Spatzengesänge von Emanuel (1923)
- Neue Spatzengesänge (1924)
- Rundschauverse von Emanuel (1928)
- Ein Maler spinisiert – neues von Emanuel (1932)
- Emanuel meint … – Gedichte und Geschichten (1930)
- Gix und Gax – Gedichte und Dialoge von Emanuel (1935)
- Stimmen aus dem Souterrain – Gedichte und Anderes von Emanuel (1937)
- E paar Rym, e paar Gritz vom Emanuel und Fritz (zwischen 1900 und 1940)
- So sah es Beuz – Gedichte (1941)
- Von Leuten und Sachen. Aus dem Tagebuch eines Malers (Basel 1942)
- E liederligs Kleeblatt – Dialektoperette, 3 Akte (Übersetzung Nestroys Lumpazivagabundus, 1938)
- Viele Gemälde